# Маніпуляції фактами: латвійський варіант
«Маніпуляції фактами: латвійський варіант. Чотирнадцять гострих запитань і прямих відповідей» (фін. Tapaus Latvia. Pieni kansakunta disinformaatiokampanjan kohteena) — книга фінського журналіста Юкка Рислаккі (Jukka Rislakki) про історію Латвії, опублікована у 2007 році фінським видавництвом «Vastapaino». У книзі Ріслаккі розглядає різні заяви про Латвію, що поширюються західними та російськими засобами масової інформації і намагається спростувати фальшиві твердження, наводячи оригінальні джерела й особисті спостереження.
У 2008 році книга вийшла англійською мовою під назвою «The Case for Latvia. Disinformation Campaigns Against a Small Nation» і латиською мовою під назвою «Maldināšana: Latvijas gadījums», але у 2011 році її також видали російською мовою під назвою «Манипуляции фактами: латвийский вариант».

## Хрест впізнання
4 травня 2009 року, у день відновлення незалежності Латвійської Республіки, автор був нагороджений Латвійським Хрестом Відзнаки за «самовіддане пропагування іміджу Латвії за кордоном та національно-патріотичне виховання молоді». The Case for Latvia — єдина книга Юкки Ріслаккі про Латвію, яка була перекладена англійською мовою.